# Sierra del Burro
Sierra del Burro, även Serranias del Burro, är den nordligaste delen av Sierra Madre Oriental i den mexikanska delstaten Coahuila. Den börjar vid Rio Grande i närheten av Big Bend nationalpark i Texas, sträcker sig cirka 100 km söderut och når en maximal höjd på 2 074 meter över havet. 

## Geografi
Höjden och bredden ökar från norr till söder. Vid den nordligaste punkten vid Rio Grande är den cirka 20 km bred och 900 meter hög, vid den sydligaste punkten är bredden mer än 60 km och höjden 2 074 meter i närheten av där den går samman med Sierra El Carmen och bildar Sierra Madre Oriental.
Rio San Rodrigo är den största floden som rinner upp i Sierra del Burro, vars vattendrag mynnar i Rio Grande. 
Kedjan ligger i Chihuahuaöknen. Växtligheten består av chaparral och på höjder över 1 500 meter finns ekskogar. Bland djuren finns svartbjörn som är en hotad art i Mexiko, förutom i Sierra del Burro, där den finns i större antal, men ändå bedöms vara hotad.
På grund av den bergiga, torra och ogästvänliga miljön finns det inga städer och asfalterade vägar, den fåtaliga befolkningen bor mestadels på stora rancher.